# Anorostoma
Anorostoma is een geslacht van insecten uit de familie van de afvalvliegen (Heleomyzidae), die tot de orde tweevleugeligen (Diptera) behoort.

## Soorten
- A. alternans Garrett, 1925
- A. carbona Curran, 1933
- A. cinereum Curran, 1932
- A. coloradensis Garrett, 1924
- A. currani Garrett, 1922
- A. fumipenne Gill, 1962
- A. grandis Darlington, 1908
- A. hinei Garrett, 1925
- A. jamesi Gill, 1962
- A. jersei Garrett, 1924
- A. longipile Gill, 1962
- A. lutescens Curran, 1933
- A. maculata Darlington, 1908
- A. marginata Loew, 1862
- A. opaca Coquillett, 1901
- A. romanum Czerny, 1924
- A. wilcoxi Curran, 1933